# باونکورت (اسن)
باونکورت (به فرانسوی: Boncourt) یک کمون در فرانسه است که در ان (ا-دو-فرانس) واقع شده است. باونکورت ۱۳٫۲۹ کیلومتر مربع مساحت دارد ۸۵ متر بالاتر از سطح دریا واقع شده است.